# 毛柱隔距兰
毛柱隔距兰（学名：Cleisostoma simondii），为兰科隔距兰属下的一个植物种。